# Piquet radar
Pour les articles homonymes, voir radar (homonymie).

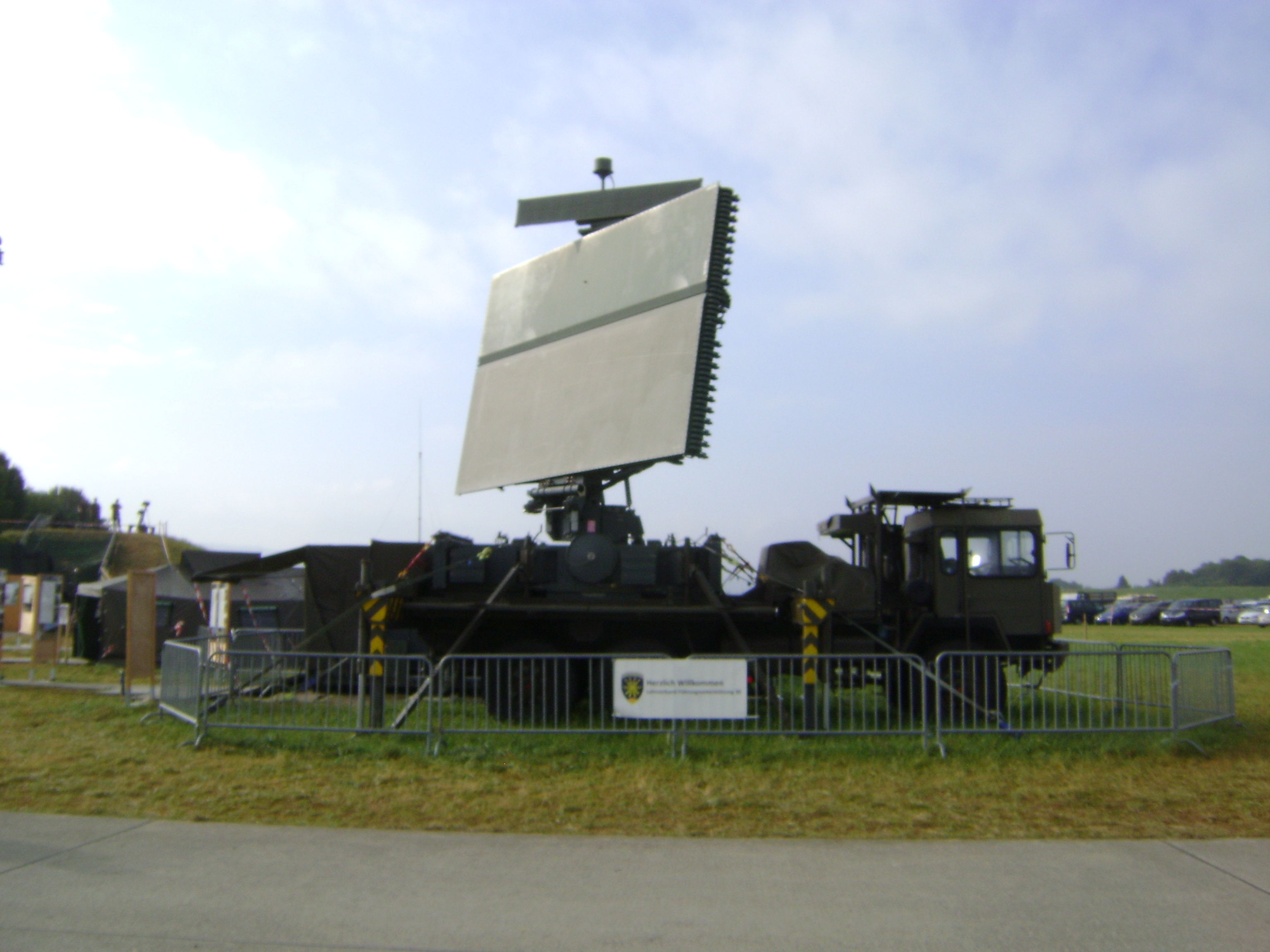
Véhicule piquet radar suisse TAFLIR pour la détection avancée des aéronefs.

Un piquet radar est une station, un navire, un sous-marin, un aéronef ou un véhicule équipé d'un radar utilisé pour augmenter la portée de détection radar autour d'une force afin de la protéger d'une attaque surprise, généralement une attaque aérienne. Les piquets radar peuvent également être équipés pour diriger les combattants amis afin d’intercepter l’ennemi. Dans la terminologie britannique, la fonction de piquetage radar est appelée direction d'aéronef . Souvent, plusieurs unités radar détachées encerclent une force pour fournir une couverture accrue dans toutes les directions. Les piquets de radar aéroportés sont généralement appelés système de détection et de commandement aéroporté (SDCA ou en anglais AWACS). Exactement de la même manière peuvent être mis en place des piquets transmission.

## Développement

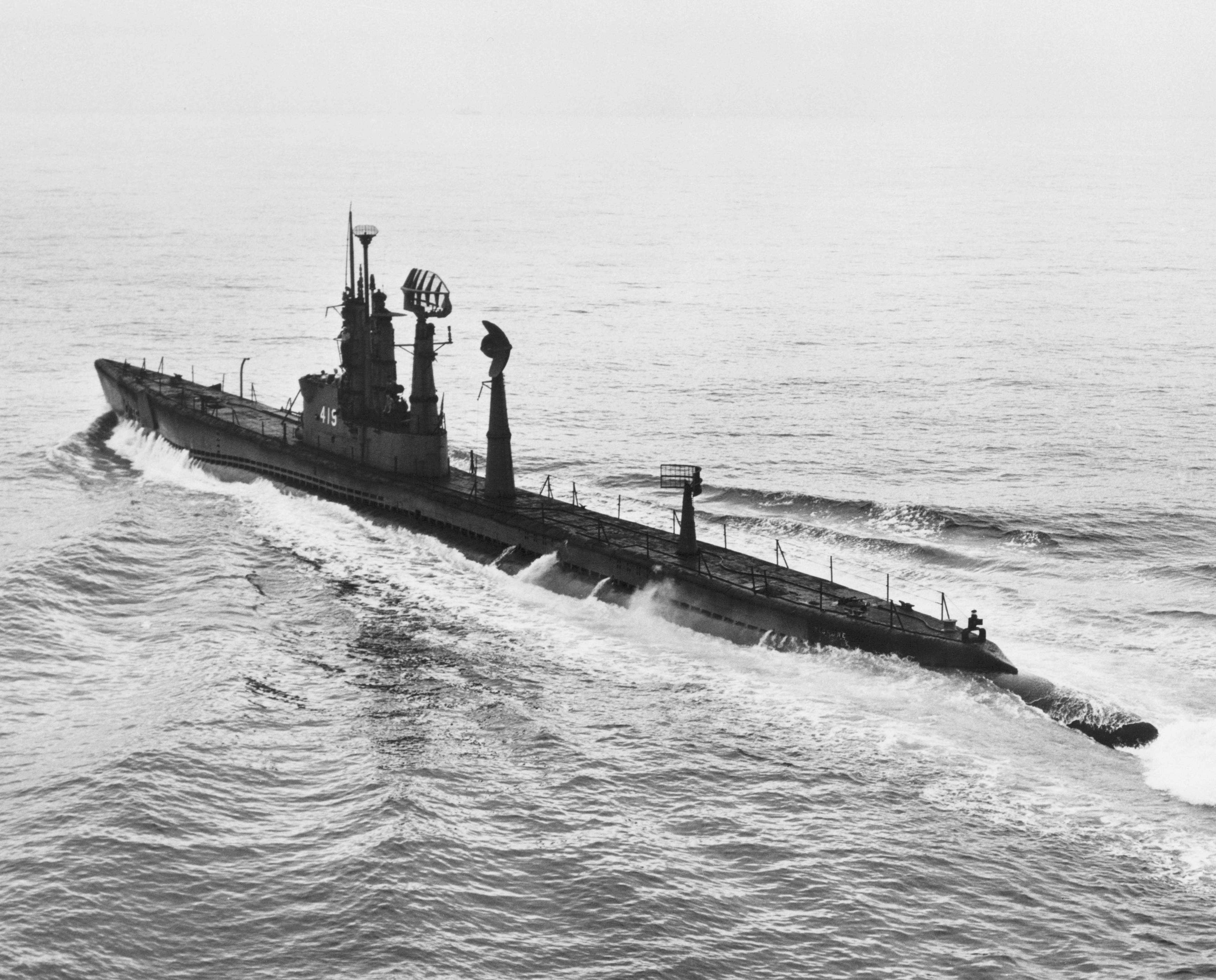
USS Tigrone (SS-419) en configuration de piquet radar.

Les piquets de radar furent utilisés pour la première fois dans la marine américaine pendant la Seconde Guerre mondiale pour aider les Alliés dans leur avance vers le Japon. Le nombre de piquets de radar augmenta considérablement après le premier emploi important d'avions kamikaze par les Japonais lors de la bataille du golfe de Leyte en octobre 1944. Les destroyers de classe Fletcher et Sumner furent mis en service avec quelques modifications à cet effet au début.
Plus tard, des radars et des équipements de coordination avec des avions de chasse furent installés, ainsi que davantage de canons anti-aériens légers pour l'autodéfense, sacrifiant généralement des tubes lance-torpilles pour faire place aux nouveaux équipements, en particulier les grandes antennes des radars de site de l'époque. Se déployant à une certaine distance de la force à protéger dans les directions la plus probable des attaques, les piquets étaient donc les premiers navires à être repérés par les vagues de kamikazes, et donc les premiers à subir leur attaque. Le système de piquet radar a connu son développement ultime lors de la bataille d'Okinawa alors qu'un réseau de 15 stations de piquetage fut établi autour d’Okinawa pour couvrir toutes les approches possibles de l’île et de la flotte attaquante.
Chez les forces de l'Axe, c'est à partir de 1943 la Kriegsmarine de l’Allemagne nazie, exploita plusieurs navires pour guider la chasse nocturne équipés de radars FuMG A1 Freya pour l’alerte précoce, d’un radar Würzburg-Riese pour le guidage du tir et de matériel de communication de chasse nocturne. À partir d'octobre 1943, le NJL Togo sillonne la mer Baltique sous le contrôle opérationnel de la Luftwaffe. En mars 1944, après les trois grands raids de bombardement soviétiques sur Helsinki, elle arriva dans le golfe de Finlande pour couvrir les chasseurs à Tallinn et à Helsinki.
De son côté, la marine impériale japonaise a brièvement modifié deux sous-marins de la Ha-101-class submarine (en) en tant que piquets radar au cours du premier semestre de 1945, mais les a reconvertis dans un rôle encore plus important en tant que sous-marins pétroliers en juin de la même année.

## Guerre froide

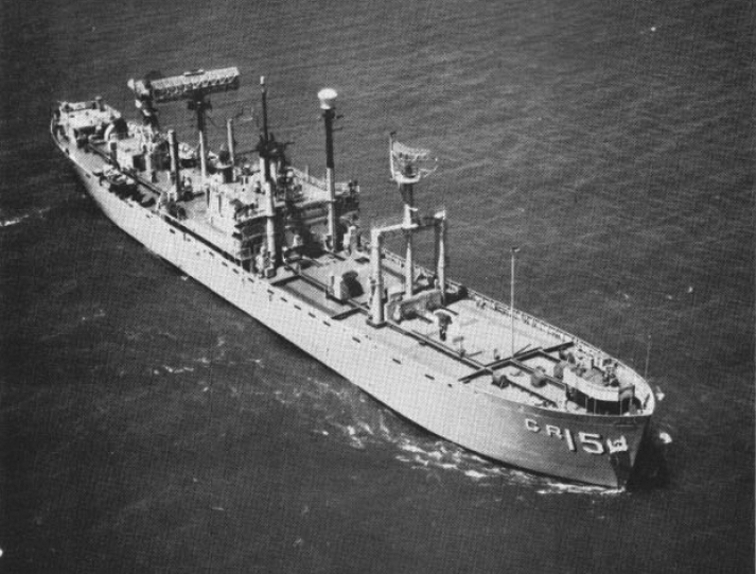
USS Tracer (AGR-15) en 1964

Au début de la guerre froide, la marine américaine a étendu le concept de piquet radar. Les navires piquets datant de la Seconde Guerre mondiale furent conservés alors que des unités supplémentaires, des destroyers d'escorte et des sous-marins furent convertis et construits entre 1946 et 1955. L'idée était que chaque groupe naval serait entouré de piquets radar pour signaler rapidement la menace croissante d'attaque par des missiles air-sol soviétiques.
De 1955 à 1965, la US Navy eut recours à des piquets radar de la classe Guardian (Liberty ships reconvertis) pour prolonger en mer la ligne DEW de radars de veille. Seize d'entre eux furent stationnés au large des côtes est et ouest de l'Amérique du Nord. L'équipage standard était composé de 13 officiers, huit sous-officiers et 125 marins. Le temps de service typique était d'environ 30 à 45 jours en position et de 15 jours au port.
L’introduction de systèmes de détection et de commandement aéroporté (AWACS) avec le Lockheed EC-121 Warning Star basé à terre entré en service en 1956 et Grumman WF-2 Tracer (devenu par la suite le E-1 Tracer) embarqué à bord des porte-avions en 1958, sonna le glas des piquets radar comme escorte. En 1961, les navires de surface furent convertis à la chasse anti-sous-marine. Les sous-marins furent assignés à d'autres rôles ou mis au rancard. Les derniers piquets disparurent en 1965,
Le concept est réemployé à partir de 1966 lors de la guerre du Vietnam avec la PIRAZ (en) (Positive Identification Radar Advisory Zone) contrôlés par des navires dans le golfe du Tonkin ayant le nom de code « Red Crown ».
La Royal Navy britannique a construit ou converti deux types de navires dédiés au piquet à la fin des années 1950 et au début des années 1960. Quatre destroyers de classe de combat de la Seconde Guerre mondiale et quatre destroyers de classe d'armes furent convertis de 1959 à 1962 en escortes de détection aérienne rapides pour accompagner des groupes navals à déploiement rapide. En outre, quatre frégates de type Salisbury de type 61 furent commandées entre 1957 et 1960 pour accompagner des groupes navals lents ou amphibies. Cependant, ce fut de courte durée car au milieu des années 1960 car les groupes de déploiement rapide furent graduellement délaissés.
Chez les Soviétiques, des dragueurs de mines et des sous-marins furent affectés au piquet de 1955 jusqu'aux années 1980.

## Après la guerre froide
Le F-35 peut être utilisé comme piquet radar pour le système antiaérien Patriot, il est également désigné comme "capteur surélevé".